# Superfuzz
Superfuzz er et dansk rockband bestående af Michael Gersdorff (bas og forsanger), Søren Andersen (guitar) og Asger Møller (trommer). De vandt i 1998 en Dansk Grammy i kategorien Årets Danske Hardrock Udgivelse for pladen Superfuzz.

## Diskografi
Bandet har udgivet følgende plader.
- Superfuzz (1998)
- Streets of Copenhagen (2008)